# ایوریا
ایوریا (به ایتالیایی: Ivrea) یک کومونه در ایتالیا است که در استان تورین واقع شده‌است.

## خصوصیات
ایوریا ۳۰٫۱۹ کیلومترمربع مساحت و ۲۴٬۱۹۶ نفر جمعیت دارد و ۲۵۳ متر بالاتر از سطح دریا واقع شده‌است.
جشنواره جنگ پرتقال هر ساله در اواخر فوریه و اوایل مارس در این شهر برگزار میشود.

## خواهرخوانده
شهرهای مونته، ردوتس، لونبورگ، قلعه‌دیزه و شومون، اوت مارن خواهرخوانده‌های ایوریا هستند.